# Zeil
La Zeil è una strada di Francoforte sul Meno.
Lunga 1,2 km, collega Hauptwache a Konstablerwache. Il viale è una isola pedonale.
Sotto la Zeil corrono la metropolitana e S-Bahn con le stazioni di Konstablerwache e di Hauptwache.